# Pierre de Cantorbéry
Pierre de Cantorbéry, Peter of Canterbury ou Petrus (mort vers 607 ou après 614) est un abbé bénédictin, compagnon d'Augustin dans sa mission en Angleterre. Il devint le premier abbé de ce qui deviendra l'abbaye Saint-Augustin. Augustin envoya Pierre le représenter à Rome vers 600 afin d'apporter des nouvelles de la mission au pape Grégoire Ier. Le décès de Pierre est habituellement daté vers 607, mais certains documents suggèrent qu'il fut présent au concile de Paris en 614, et qu'il serait donc mort après cette date.

## Biographie
Pierre serait né en Italie, comme les autres membres de la mission grégorienne envoyée par le pape Grégoire Ier en 596 pour évangéliser les Anglo-Saxons. La mission débuta dans le Kent en 597 et convertit rapidement le roi Æthelberht, qui donna alors des terres à Augustin afin de fonder une abbaye qui devint plus tard l'abbaye Saint-Augustin.
Le chroniqueur médiéval Bède le Vénérable indique que quelque temps après l'arrivée de la mission en Angleterre, probablement vers la fin de l'année 600, Pierre et un autre missionnaire, Laurent, furent renvoyés à Rome afin d'informer le pape Grégoire Ier du succès d'Augustin dans le Kent et de solliciter un nouvel envoi de missionnaires. Ils apportèrent également un certain nombre de questions d'Augustin sur la manière de mener la mission, et rapportèrent les réponses du pape à leur retour en Angleterre, en 601.
Pierre devint l'abbé du monastère fondé par Æthelberht à Cantorbéry, originellement dédié aux saints Pierre et Paul, mais plus tard reconsacré à Saint Augustin en hommage au meneur de la mission. Bède décrit Pierre comme abbé et presbytérien, un mot désignant habituellement un prêtre.

## Mort et vénération
Pierre se noya en traversant la Manche en se rendant en Gaule, à Ambleteuse, près de Boulogne-sur-Mer. Il fut tout d'abord enterré en hâte à proximité, mais Bède indique qu'une lumière illuminait la tombe toutes les nuits ; les riverains, réalisant alors que Pierre était un saint, l'exhumèrent et l'enterrèrent à Boulogne.
La date réelle de sa mort est inconnue, d'autant plus que sa fête est célébrée à deux dates différentes, le 30 décembre ou le 6 janvier. Pour Thomas d'Elmham, un chroniqueur du XVe siècle, Pierre serait décédé un an, sept mois et trois semaines après Augustin, soit, si cette information est exacte, entre 605 et 611. Pierre aurait été cependant présent au concile de Paris convoqué par Clotaire II en 614, et serait alors peut-être mort en revenant du concile.
Sa mort est également annoncée le 6 janvier 608 date à laquelle on retrouva son corps sur la plage d'Ambleteuse. La ville de Boulogne réclama et obtint la garde du corps et le transport du corps se fit le 30 décembre 608 de la manière la plus solennelle. Il fut inhumé dans l'enceinte de la cathédrale.
Son culte est confirmé en 1915. Une Vita Petri, ou « Vie de Pierre », écrite par Eadmer au XIIe siècle, existe sous une forme manuscrite, mais est peu fiable. Des preuves montrent que Pierre était l'objet d'un culte à Boulogne-sur-Mer au XVe siècle, et une église de la ville lui est d'ailleurs associée (probablement pas depuis le début de son culte).